# Martial Bourdin

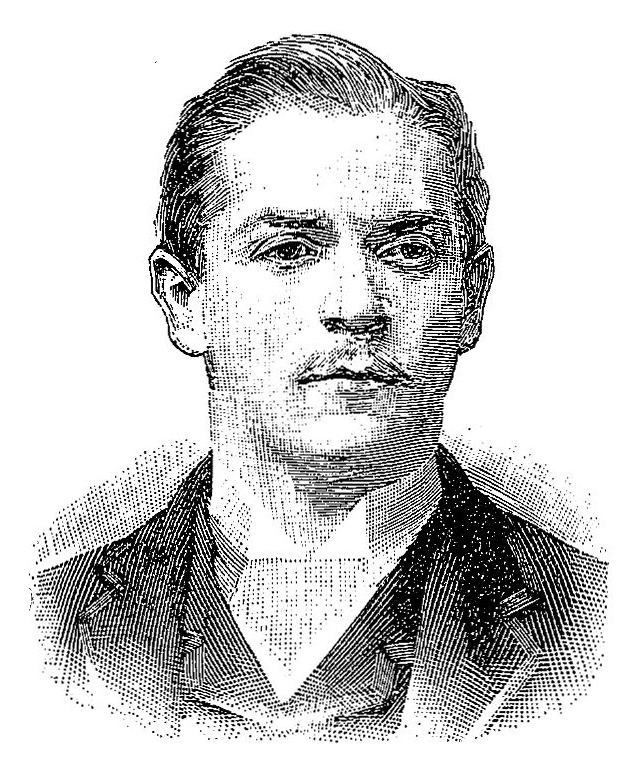
Martial Bourdin

Martial Bourdin (1868 - Greenwich, 15 februari 1894) was een Franse anarchist. Hij overleed aan de verwondingen die hij opliep toen de bom die hij bij zich droeg voortijdig afging, nabij het Koninklijk Observatorium in Greenwich Park. Indien de aanslag zou zijn gelukt dan zou dit een van de eerste internationale anarchistische terreurdaden in Groot-Brittannië zijn geweest.

## Anarchisme op het Europese vasteland
Aan het einde van de 19e eeuw waren anarchisten en nihilisten actief op het Europese vasteland met het plegen van terroristische aanslagen. Een van de eerste aanslagen was die op de Russische tsaar Alexander op 13 maart 1881. Dit vormde voor anderen het voorbeeld voor soortgelijke aanvallen op hooggeplaatste personen. Vooral in Frankrijk waren anarchisten actief, met onder meer de bomaanslag door Auguste Vaillant op de chambre des députés, het Franse lagerhuis in het Palais Bourbon op 9 december 1893, en de aanslag van Emile Henry op café Terminus in Parijs op 12 februari 1894. Omdat de Britse overheid geen jacht maakte op anarchisten ontvluchtten velen van hen het Europese vasteland, om zich te hergroeperen in Engeland. Martial Bourdin was een van hen.

## De mislukte aanslag

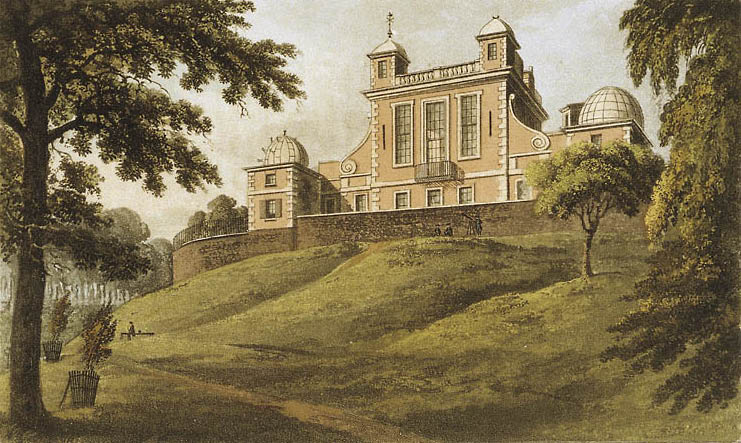
Royal Observatory, Greenwich

Bourdin verliet zijn woning in Fitzroy Street op een donderdagnamiddag, 15 februari 1894. Hij nam de tram van Westminster naar Greenwich, waar hij uitstapte met een pakket onder zijn arm. Vervolgens beklom hij de heuvel in Greenwich Park waarop het Royal Observatory zich bevindt. Door een onbekende oorzaak, mogelijk een valpartij, trad de chemische ontsteker voortijdig in werking en explodeerde de bom. Bourdins linkerhand werd afgerukt en hij raakte zwaar gewond aan zijn linkerzij, maar verder waren er geen slachtoffers. Hij werd gevonden door de parkwachter, maar ook wandelaars en personeel van het observatorium, gealarmeerd door de explosie, waren snel ter plaatse. Hoewel Bourdin nog leefde en tot spreken in staat was, noemde hij niet zijn naam, noch zijn doelwit of motief. Hij werd op een brancard naar het nabijgelegen Seamen's Hospital gebracht, een ziekenhuis voor zeevarenden, waar hij een half uur later overleed. Hij had een groot geldbedrag bij zich, waaruit de Britse recherche concludeerde dat hij van plan was spoedig Engeland te verlaten. Later die dag deden rechercheurs, onder leiding van hoofdinspecteur William Melville van Scotland Yard, een inval in de Club Autonomie in Windmill Street, een gelegenheid die veel bezocht werd door buitenlandse anarchisten, ook door Bourdin. Er werden geen arrestaties verricht.

## Motief
De Britse recherche was niet in staat te achterhalen wat het doelwit van Bourdin was. Er is verondersteld dat hij in het observatorium een instrument van het kapitalistische Britse keizerrijk zag; het instituut stond op de nulmeridiaan, een ijkpunt waarvandaan de Britse geografen de globe hadden onderverdeeld, en het hield zich onder meer bezig met het bepalen van de juiste tijd, van belang voor de Britse handelsvloot en marine. Een andere mogelijkheid is dat hij meende gevolgd te worden en dat hij zijn achtervolgers van zich af wilde schudden door voortijdig uit te stappen en zich voor te doen als een Franse toerist. Ook is er geopperd dat hij slechts een koerier was en zich niet bewust was van de inhoud van het pakket waarmee hij op pad was gestuurd.

## Bourdins invloed
Het mysterie rond de dood van Bourdin inspireerde Joseph Conrad tot het schrijven van zijn boek The Secret Agent, 1907. T.S. Eliot noemde de anarchist in zijn gedicht Animula, 1929, al spelde hij zijn naam als Boudin. Op Conrads boek zijn weer andere werken gebaseerd, waaronder Alfred Hitchcocks film Sabotage. De Unabomber, de Amerikaanse wiskundeprofessor en terrorist Ted Kaczynski, zou zijn beïnvloed door "de Professor", de bommenmakende anarchistische kluizenaar in Conrads boek.